# Alveolopalatal
In der Phonetik ist ein Alveolopalatal ein palatalisierter Postalveolar, der mit dem Zungenblatt hinter dem Zahndamm artikuliert wird, wobei der Zungenrücken in Richtung harter Gaumen nach oben gehoben wird. Alveolopalatale sind Palatoalveolaren und Retroflexen ähnlich, sind aber laminal statt apikal oder subapikal wie die Retroflexe und palatalisierter als die Palatoalveolaren. Alveolopalatale Sibilanten kommen in chinesischen Sprachen wie den nordchinesischen Dialekten, Hakka und Wu, sowie im Abchasischen, Polnischen, Russischen, Japanischen, Koreanischen und Serbischen vor. Im Internationalen Phonetischen Alphabet sind Symbole nur für alveolopalatale Frikative vorgesehen; diese können Symbolen für alveolare Verschlusslaute nachgestellt werden, um alveolopalatale Affrikaten darzustellen.

Sagittale Sektion eines alveolopalatalen Frikativs

Sagittalebene der menschlichen Mundhöhle, Oropharynx und Larynopharynx. Artikulationsorte (aktiv und passiv): 1 exolabial (äußerer Teil der Lippe), 2 endolabial (innerer Teil der Lippe), 3 dental (Zähne), 4 alveolar (vorderer Teil des Zahndamms), 5 postalveolar (hinterer Teil des Zahndamms und ein wenig dahinter), 6 präpalatal (vorderer Teil des harten Gaumens), 7 palatal (harter Gaumen), 8 velar (weicher Gaumen), 9 uvular (auch postvelar; Gaumenzäpfchen), 10 pharyngal (Rachen), 11 glottal (auch laryngal; Stimmbänder), 12 epiglottal (Kehldeckel), 13 radikal (Zungenwurzel), 14 posterodorsal (hinterer Teil der Zunge), 15 anterodorsal (vorderer Teil der Zunge), 16 laminal (Zungenblatt), 17 apikal (Zungenspitze), 18 sublaminal (auch subapical; Unterseite der Zunge)

| IPA | Beschreibung                          | Beispiel       | Beispiel     | Beispiel  | Beispiel               |
| IPA | Beschreibung                          | Sprache        | Orthographie | IPA       | Bedeutung (Signifikat) |
| --- | ------------------------------------- | -------------- | ------------ | --------- | ---------------------- |
| ɕ   | Stimmloser alveolopalataler Frikativ  | Hochchinesisch | 小 (xiǎo)    | [ɕiɑɔ˨˩˦] | „klein“                |
| ʑ   | Stimmhafter alveolopalataler Frikativ | Polnisch       | zioło        | [ʑɔwɔ]    | „Kraut“                |
| t͡ɕ  | Stimmlose alveolopalatale Affrikate   | Serbisch       | кућа (kuća)  | [kut͡ɕa]   | „Haus“                 |
| d͡ʑ  | Stimmhafte alveolopalatale Affrikate  | Japanisch      | jishin       | [d͡ʑiɕĩɴ]  | „Erdbeben“             |